# The Ascension (Otep)
The Ascension (stilizzato in the_Ascension) è il terzo album in studio del gruppo alternative metal Otep. Inizialmente previsto per il 20 marzo 2007, l'album è stato effettivamente pubblicato il 30 ottobre 2007, a causa della fusione tra la Capitol e la Virgin Records.
L'album ha debuttato al 81º posto nella Billboard 200 con 10 200 copie vendute.

## Tracce
Testi di Otep Shamaya, musiche di Shamaya, Karma Singh Cheema, "Evil" J. McGuire e Brian Wolf, tranne dove indicato.
1. Eet the Children – 3:47
2. Crooked Spoons – 3:32 (musica: Shamaya, Greg Tribbett)
3. Perfectly Flawed – 3:54 (musica: Shamaya, Holly Knight)
4. Confrontation – 3:16 (musica: Shamaya, Tribbett)
5. Milk of Regret – 5:58
6. Noose & Nail – 3:41
7. Ghostflowers – 4:24
8. Breed (Nirvana cover) – 3:30 (Kurt Cobain)
9. March of the Martyrs – 4:16
10. Invisible – 5:25 (musica: Shamaya, Tribbett)
11. Home Grown – 4:20
12. Communion – 4:26
13. Andrenochrome Dreams – 6:23 (musica: Shamaya)

Japanese Bonus Tracks
1. Special Pets – 3:56
2. Necessary Accessories – 4:16
3. Breed (radio edit) – 3:00

Best Buy Bonus Tracks
1. Special Pets – 3:56
2. Necessary Accessories – 4:11

iTunes Bonus Track
1. And I Burn – 2:13 (Shamaya)
2. Exothermic Oxidation – 8:30 (Shamaya)

## Formazione
- Otep Shamaya – voce
- Jason "Evil J." McGuire – basso, voce secondaria
- Karma Singh Cheema – chitarra
- Brian Wolff – batteria